# CRE (Podcast)
CRE: Technik, Kultur, Gesellschaft (kurz: CRE) ist ein unregelmäßig erscheinender Interview-Podcast moderiert von Tim Pritlove. Von November 2005 bis Dezember 2011 nannte sich der Podcast „Chaosradio Express“ und wurde im Rahmen des Chaosradio Podcast Network angeboten. Seit Dezember 2011 ist CRE unter seiner eigenen Seite verfügbar, um den Unterschieden zum Chaosradio Rechnung zu tragen.

## Themen und Konzept
CRE hat den Anspruch, interessante Themen aus den Bereichen Technik, Kultur und Gesellschaft möglichst leicht verständlich und dennoch umfassend zu beleuchten. Hierzu wird ein ausgesuchtes Thema vom Moderator Tim Pritlove im Gespräch mit einem oder mehreren Gästen zunächst vorgestellt und dann erklärt. Der Podcast wird in der Regel nicht live gesendet und dauert etwa anderthalb bis drei Stunden. Zu jedem Podcast werden auf einer eigenen Seite eine Zusammenfassung des Inhalts sowie Links mit Quellen und Hintergrundinformationen angeboten, mit deren Hilfe die Hörer gegebenenfalls benötigte Vorkenntnisse erlangen oder die angesprochenen Themen vertiefen können. Des Weiteren können im zugehörigen Blog jede Sendung kommentiert sowie über die Themen diskutiert und nachträglich Fragen an den Gast gestellt werden.

## Geschichte

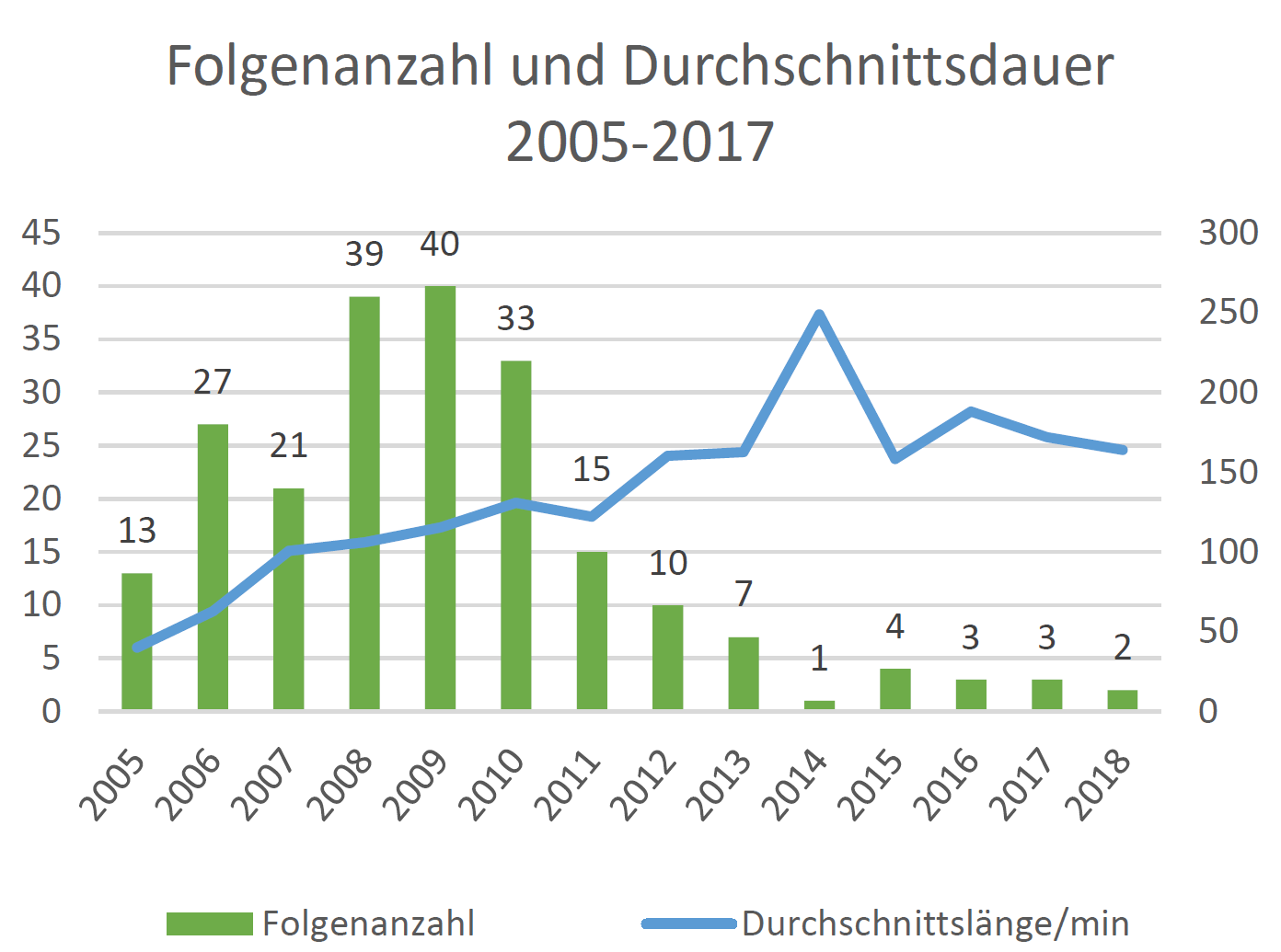
Anzahl und durchschnittliche Dauer über die Jahre 2005 bis 2018

CRE wurde unter dem Namen Chaosradio Express von Tim Pritlove im November 2005 als experimentelle Ergänzung zur monatlich erscheinenden Radiosendung Chaosradio ins Leben gerufen. Von Dezember 2005 bis Januar 2008 erschien außerdem Chaosradio Express International, welches sich an interessierte englischsprachige Hörer richtete und z. B. diverse Interviewpartner vorstellt, die Tim Pritlove in ungezwungener Atmosphäre Rede und Antwort standen. Chaosradio Express International ist auch heute noch (Stand: Dezember 2015) als Teil des Chaosradio Podcast Network unter dem Namen Chaosradio International (CRI) erreichbar.
Nach einer Ankündigung im August 2011 wurde der Podcast im Dezember 2011 in CRE umbenannt, damit die Distanz zum Chaosradio deutlicher wird. Der Podcast wird seitdem unter der Domain cre.fm gehostet und hat ein neues Logo und Sounddesign. Der Name „CRE“ als Kurzform von „Chaosradio Express“ wurde gewählt, um die historische Verbundenheit zum Chaosradio zu dokumentieren.